# Parafia św. Katarzyny w Poddębicach
Parafia pw. św. Katarzyny w Poddębicach – parafia rzymskokatolicka znajdująca się w archidiecezji łódzkiej w dekanacie poddębickim.

## Rys historyczny
Data erygowania: 1443 r. (abp Wincenty Kot)

### Historia budowy kościoła i jego architektura
Murowany w stylu późnorenesansowym, orientowany. Pierwotnie jednonawowy z wielobocznie zamkniętym prezbiterium. Od północy przy prezbiterium prostokątna zakrystia i kaplica na planie kwadratu. Przy nawie okrągła wieżyczka z klatką schodową na chór i nad sklepienia. Ściany wnętrza rozczłonkowane pilastrami dźwigającymi belkowanie z wydatnym gzymsem. Sklepienia kolebkowe z lunetami, w prezbiterium pierwotne, w nawie rekonstruowane. Okna wysokie, zamknięte półkoliście, w tarczach lunet okrągłe. W prezbiterium późnorenesansowa dekoracja stiukowa złożona z cienkich wałków i rozet; w kartuszach monogramy Jezusa i Maryi oraz herby: Grzymała, Lubicz, Pomian i Poraj. Na podniebiu łuku tęczowego dekoracja roślinna z uskrzydloną główką anioła. Kaplica otwarta do prezbiterium arkadą dekorowaną stiukami o motywach rogów obfitości, sklepiona ośmiopolową kopułą z latarnią, na bębnie wspartym na żagielkach. Na kopule skromna dekoracja stiukowa. Szczyt rekonstruowany. Dachy dwuspadowe. Portal o charakterze barokowym. Murowana dzwonnica z XVII w.
Wyposażenie kościoła:
Ołtarz główny późnorenesansowy z pierwszej poł. XVII w. z rzeźbami: św. Stanisława, św. Wojciecha, św. Barbary i św. Katarzyny oraz obrazami: św. Teresy i św. Jadwigi z XVII w., przemalowanymi, zwieńczenia z rzeźbą MB z Dzieciątkiem z końca XVIII w. Ołtarz w kaplicy barokowy z około 1660 r. z obrazem św. Katarzyny z XVII w.

## Proboszczowie
- ks. Bronisław Cythurus do 1925;
- ks. Michał Rozwadowski 1926–1935;
- ks. Juliusz Aksman 1936–1940;
- ks. Jan Drozdalski 1940–1941;
- ks. Zenobiusz Nazdrowicz 1945–1965;
- ks. Ignacy Krzyżaniak 1966–1970
- ks. Adolf Frydrykiewicz 1970–1984
- ks. Tadeusz Melchinkiewicz 1984–2003;
- ks. Jan Kozak 2003–2004;
- ks. Andrzej Chycki 2004–2010;
- ks. Janusz Sawicki 2010–2015;
- ks. kan. Paweł Sudowski 2015–2018
- ks. Wojciech Żelewski (2018-2024)
- ks. Piotr Skura (od lutego 2024-)

## Księża pochodzący z parafii
- ks. Włodzimierz Konopczyński, wyśw. 1972;
- ks. Jerzy Dominowski, wyśw. 1985
- ks. Marek Izydorczyk, wyśw. 1983;
- ks. Tomasz Owczarek, wyśw. 1988

## Zakonnicy pochodzący z parafii
- ks. Dariusz Mikołajczyk – salezjanin, Warszawa

## Siostry Zakonne pochodzące z parafii
- s. Wiesława Kołodziejczyk, 1985, Instytut Zakonny Świętej Rodziny z Bordeaux
- s. Karolina – Elżbieta Walisiak, Zgromadzenie Sióstr Maryi Niepokalanej
- s. Dominika – Aleksandra Lachowska, Zgromadzenie Sióstr Maryi Niepokalanej